# Belarussischer Fußballpokal 2009/10
Der Belarussische Fußballpokal 2009/10 war die 19. Austragung des belarussischen Pokalwettbewerbs der Männer. Das Finale fand am 23. Mai 2010 im Dinamo-Stadion von Minsk statt. Titelverteidiger Naftan Nawapolazk schied im Viertelfinale gegen den späteren Finalisten FK Tarpeda Schodsina aus. Pokalsieger wurde BATE Baryssau, der sich im Finale gegen den FK Tarpeda Schodsina durchsetzte.

## Modus
Im Gegensatz zur Liga wurde der Pokal im Herbst-Frühjahr-Rhythmus ausgetragen. In den ersten zwei Runden wurden die Begegnungen in einem Spiel ausgetragen. Bei unentschiedenem Ausgang wurde zur Ermittlung des Siegers eine Verlängerung gespielt. Stand danach kein Sieger fest, folgte ein Elfmeterschießen. Ab dem Achtelfinale wurden die Sieger in Hin- und Rückspiel ermittelt. Da BATE Baryssau als Doublesieger bereits für die Champions League qualifiziert war, erreichte der Finalist die UEFA Europa League.

## Teilnehmende Teams
| Wyschejschaja Liha (14) | Perschaja Liha (14) | Druhaja Liha (14) | Amatarskaja Liha (6)                                                                                |
| --- | --- | --- | --------------------------------------------------------------------------------------------------- |
| - BATE Baryssau - FK Dinamo Minsk - FK Dinamo Brest - FK Homel - MTZ-RIPA Minsk - FK Njoman Hrodna - Dnjapro Mahiljou - FK Hranit Mikaschewitschy - FK Minsk - Naftan Nawapolazk - FK Schachzjor Salihorsk - FK Tarpeda Schodsina - FK Smarhon - FK Wizebsk | - FK Baranawitschy - Belcard Hrodna - Belschyna Babrujsk - Chimik Swetlahorsk - DSK Homel - FK Kamunalnik Slonim - SKVICh Minsk - FK Lida - FK Polazk - FK Slawija-Masyr - Spartak Schklou - Wedrytsch-97 Retschyza - FK Weras Njaswisch - FK Wolna Pinsk | - FK Assipowitschy - FK Bjarosa - Liwadyja Dsjarschynsk - FK Haradseja - FK Kletschesk Klezk - FK Maladsetschna - FK Njoman Masty - FK Orscha - FK Rudsjensk - FK Schlobin - Sluzkzukar Sluzk - Swjasda BHU Minsk - Wertikal Kalinkawitschy - Mjasakambinat Wizebsk | - FK Chimik Hrodna - MHUP Mahiljou - Tarpeda-MAZ Minsk - FK Mjory - FK Kobryn - Neftjanik Retschyza |

## 1. Runde
Teilnehmer: 12 Mannschaften der zweiten Liga, 14 Teams aus der dritten Liga und 6 Amateurvereine, die sich über den regionalen Pokal qualifiziert hatten. Die unterklassigen Teams hatten Heimrecht.
| Datum      |                             | Ergebnis              |                               |
| ---------- | --------------------------- | --------------------- | ----------------------------- |
| 12.07.2009 | Swjasda BHU Minsk (III)     | 2:1                   | SKVICh Minsk (II)             |
| 12.07.2009 | FK Maladsetschna (III)      | 3:1                   | Chimik Swetlahorsk (II)       |
| 12.07.2009 | FK Schlobin (III)           | 2:0                   | Wertikal Kalinkawitschy (III) |
| 12.07.2009 | FK Orscha (III)             | 1:1 n. V. (1:4 i. E.) | FK Slawija-Masyr (II)         |
| 12.07.2009 | Liwadyja Dsjarschynsk (III) | 2:5 n. V.             | FK Haradseja (III)            |
| 12.07.2009 | Tarpeda-MAZ Minsk (A)       | 0:1                   | FK Rudsjensk (III)            |
| 12.07.2009 | FK Kletschesk Klezk (III)   | 0:2                   | Belschyna Babrujsk (II)       |
| 12.07.2009 | Sluzkzukar Sluzk (III)      | 5:2                   | FK Assipowitschy (III)        |
| 12.07.2009 | FK Bjarosa (III)            | 1:2                   | FK Kamunalnik Slonim (II)     |
| 12.07.2009 | FK Mjory (A)                | 0:4                   | FK Polazk (II)                |
| 12.07.2009 | Neftjanik Retschyza (A)     | 01:11                 | Wedrytsch-97 Retschyza (II)   |
| 12.07.2009 | FK Njoman Masty (III)       | 2:1                   | FK Lida (II)                  |
| 12.07.2009 | Mjasakambinat Wizebsk (III) | 1:6                   | Spartak Schklou (II)          |
| 12.07.2009 | FK Chimik Hrodna (A)        | 0:4                   | Belcard Hrodna (II)           |
| 12.07.2009 | MHUP Mahiljou (A)           | 0:2                   | DSK Homel (II)                |
| 15.07.2009 | FK Kobryn (A)               | 1:7                   | FK Baranawitschy (II)         |

## 2. Runde
Teilnehmer waren die 16 Sieger der ersten Runde, die 14 Mannschaften der Wyschejschaja Liha 2009 und zwei weitere Zweitligisten: FK Weras Njaswisch und FK Wolna Pinsk. Die unterklassigen Teams hatten Heimrecht.
| Datum      |                             | Ergebnis              |                               |
| ---------- | --------------------------- | --------------------- | ----------------------------- |
| 07.08.2009 | FK Maladsetschna (III)      | 2:3                   | FK Njoman Hrodna (I)          |
| 08.08.2009 | Spartak Schklou (II)        | 1:2 n. V.             | FK Weras Njaswisch (II)       |
| 08.08.2009 | FK Kamunalnik Slonim (II)   | 0:2                   | FK Homel (I)                  |
| 08.08.2009 | FK Slawija-Masyr (II)       | 2:0                   | FK Wolna Pinsk (II)           |
| 08.08.2009 | Belschyna Babrujsk (II)     | 1:0                   | FK Dinamo Brest (I)           |
| 08.08.2009 | Swjasda BHU Minsk (III)     | 1:7                   | FK Dinamo Minsk (I)           |
| 08.08.2009 | FK Haradseja (III)          | 1:2 n. V.             | Dnjapro Mahiljou (I)          |
| 08.08.2009 | FK Polazk (II)              | 3:3 n. V. (3:2 i. E.) | FK Wizebsk (I)                |
| 08.08.2009 | FK Schlobin (III)           | 0:2                   | Naftan Nawapolazk (I)         |
| 08.08.2009 | Sluzkzukar Sluzk (III)      | 1:2                   | MTZ-RIPA Minsk (I)            |
| 08.08.2009 | Wedrytsch-97 Retschyza (II) | 2:5                   | FK Hranit Mikaschewitschy (I) |
| 08.08.2009 | FK Rudsjensk (III)          | 1:3                   | FK Minsk (I)                  |
| 08.08.2009 | DSK Homel (II)              | 2:0                   | FK Smarhon (I)                |
| 08.08.2009 | Belcard Hrodna (II)         | 0:1                   | FK Tarpeda Schodsina (I)      |
| 08.08.2009 | FK Baranawitschy (II)       | 0:4                   | BATE Baryssau (I)             |
| 09.08.2009 | FK Njoman Masty (III)       | 0:5                   | FK Schachzjor Salihorsk (I)   |

## Achtelfinale
Teilnehmer waren die 16 Sieger der zweiten Runde.
| Datum             |                               | Gesamt |                             | Hinspiel | Rückspiel |
| ----------------- | ----------------------------- | ------ | --------------------------- | -------- | --------- |
| 28.10./04.11.2009 | Dnjapro Mahiljou (I)          | 2:7    | FK Dinamo Minsk (I)         | 2:4      | 0:3       |
| 04.11./11.11.2009 | Naftan Nawapolazk (I)         | 7:1    | FK Slawija-Masyr (II)       | 4:0      | 3:1       |
| 11.11./15.11.2009 | Belschyna Babrujsk (II)       | 2:3    | FK Schachzjor Salihorsk (I) | 0:1      | 2:2       |
| 11.11./15.11.2009 | FK Tarpeda Schodsina (I)      | 8:0    | FK Weras Njaswisch (II)     | 5:0      | 3:0       |
| 11.11./15.11.2009 | FK Hranit Mikaschewitschy (I) | 0:2    | FK Njoman Hrodna (I)        | 0:1      | 0:1       |
| 11.11./15.11.2009 | FK Homel (I)                  | 3:4    | DSK Homel (II)              | 1:1      | 2:3       |
| 15.11./18.11.2009 | MTZ-RIPA Minsk (I)            | 5:3    | FK Polazk (II)              | 5:2      | 0:1       |
| 22.11./27.11.2009 | BATE Baryssau (I)             | 3:0    | FK Minsk (I)                | 1:0      | 2:0       |

## Viertelfinale
| Datum          |                       | Gesamt    |                             | Hinspiel | Rückspiel |
| -------------- | --------------------- | --------- | --------------------------- | -------- | --------- |
| 13./17.03.2010 | Naftan Nawapolazk (I) | 1:5       | FK Tarpeda Schodsina (I)    | 2:3      | 1:3       |
| 13./17.03.2010 | FK Njoman Hrodna (I)  | 1:4       | FK Schachzjor Salihorsk (I) | 1:2      | 0:2       |
| 13./17.03.2010 | BATE Baryssau (I)     | 7:1       | Partizan Minsk (I) 1        | 7:0      | 0:1       |
| 14./18.03.2010 | DSK Homel (II)        | (a)3:3(a) | FK Dinamo Minsk (I)         | 0:2      | 3:1       |

## Halbfinale
| Datum          |                             | Gesamt    |                          | Hinspiel | Rückspiel |
| -------------- | --------------------------- | --------- | ------------------------ | -------- | --------- |
| 24./28.03.2010 | FK Schachzjor Salihorsk (I) | 1:3       | BATE Baryssau (I)        | 1:2      | 0:1       |
| 24./28.03.2010 | DSK Homel (II)              | (a)2:2(a) | FK Tarpeda Schodsina (I) | 1:2      | 1:0 n. V. |

## Finale
| Paarung              | BATE Baryssau – FK Tarpeda Schodsina |
| Ergebnis             | 5:0 (2:0) |
| Datum                | 23. Mai 2010 |
| Stadion              | Dinamo-Stadion, Minsk |
| Zuschauer            | 10.200 |
| Schiedsrichter       | Sjarhej Sacharewitsch |
| Tore                 | 1:0 Renan Bressan (5.) 2:0 Wital Radsiwonau (22.) 3:0 Artjom Konzewou (57.) 4:0 Renan Bressan (64.) 5:0 Wital Radsiwonau (69.) |
| BATE Baryssau        | Sjarhej Weremko – Ihar Schytau, Arzjom Radskou (58. Maksim Bardatschou), Sjarhej Sasnouski, Aljaksandr Jurewitsch – Aljaksandr Waladsko, Dsmitryj Lichtarowitsch (69. Edhar Aljachnowitsch), Artjom Konzewou, Renan Bressan – Pawel Njachajtschyk (68. Aleksandr Alumona), Wital Radsiwonau. Cheftrainer: Wiktar Hantscharenka |
| FK Tarpeda Schodsina | Uladsimir Buschma – Sergij Ponomarenko, Juryj Ryschko, Jauren Branawizki (34. Waleryj Karschakjewitsch), Juryj Astrawuch – Simon Ogar Veron, Ihor Kriwobok (76. Dsjanis Karolik), Artur Ljawizki, Anton Brusnikin (48. Andrej Kasaryn) – Artjom Salawej, Pawel Bjahanski. Cheftrainer: Aljaksandr Brasewitsch                  |
| Gelbe Karten         | Arzjom Radskou, Renan Bressan – Artjom Salawej, Igor Kriwobok, Juryj Ryschko, Waleryj Karschakjewitsch |
| Platzverweise        | keine – Pawel Bjahanski (45.+1') |